# 小田菜乃葉
小田 菜乃葉（おだ なのは、2007年4月10日 - ）は、日本の元女性子役。

## 出演

### テレビドラマ
- 青天を衝け（2021年2月14日 - 2021年2月21日、NHK） - 渋沢なか 少女時代 役

### その他のテレビ番組
- u&i（2018年10月10日 - 、NHK Eテレ） - 主役・アイ 役
- 天才てれびくんYOU（2019年4月1日 - 2020年4月2日、NHK Eテレ）- てれび戦士

- 2020 NHK応援 1分番組リレー（NHK)

### CM
- 小学館 小学一年生
- バンダイ 魔法つかいプリキュア!「リンクルステッキ」「おしゃべり変身モフルン」
- EDWIN「Lee」 - ネット配信
- SUBARU 「Your story with－ミッション篇」

### スチール
- スタジオアリス「アニヴェルサ」
- イオン「キッズフォーマル」カタログ
- ベルメゾン「チャイルド」カタログ
- バンダイ 魔法つかいプリキュア!
- LIXIL
- ユニクロ
- オンヨネ「RESEEDA 2018/19」カタログ

## 書籍

### 雑誌連載
- 小学一年生（2014年 - 2015年、小学館） - レギュラー
- 小学二年生（小学館）
- STORY（光文社）
- ひめぐみ（講談社）
- Aneひめ（講談社）